# 노예의 길

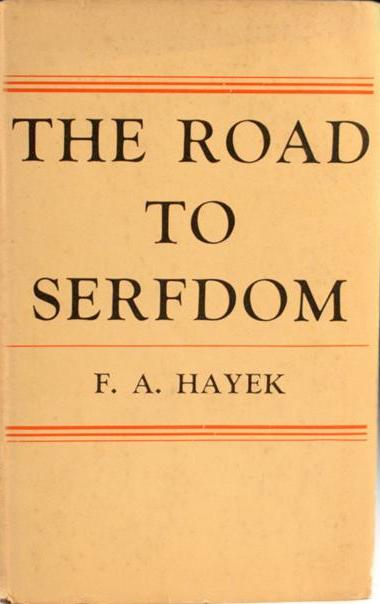
노예의 길의 표지

《노예의 길》(영어: The Road to Serfdom, 독일어: Der Weg zur Knechtschaft)은 오스트리아-영국 출신의 경제학자이며 철학자인 프리드리히 하이에크에 의해 1940년과 1943년사이에 쓰여진 저서이다.
이 책이 주장하는 자유시장경제가 사회정의를 표방하는 국가주도의 정책보다 탁월한데, 만일 자유시장경제가 파괴될 경우에는 모든 국민이 국가의 노예가 될 것임을 엄중하게 경고하고 있다.
정부 주도의 경제정책이 중앙에서 독재적 권력을 갖고 있으므로 개인의 자유가 희생되어 노예적인 삶을 겪게 된다는 원리이다.
1945년에는 리더스 다이제스트에서 연재되어 많은 독자의 관심을 갖게 되었다.

## 주요 내용
하이에크는 이 책에서 중앙 집권의 계획경제에 의해 의사결정이 이루어질 경우, 독재의 위험이 뒤따른다고 경고했으며, 개인주의와 고전 자유시장경제의 포기까지 이르게 될 수 있다고 주장하였다. 그로 인해 자유가 상실되고, 폭압적인 사회와 독재자의 출연으로 개인이 노예로 전락가능하다고 그의 주장을 펼쳤다. 그는 그 당시 영국에서 유행했던 마르크스주의자들 사이에서 파시즘은 사회주의에 저항하여 생긴 자본주의의 반응이며, 파시즘, 나치즘, 사회주의의 공통점은 모두 중앙 집권적인 경제계획에 있으며 개인을 억압하는 데 국가에게 힘을 부여하게 되는 것이다라고 주장하였다.

## 주요 비판

### 제프리 삭스
제프리 삭스는 세율이 높고, 사회복지가 높은 국가들이 자유시장 경제의 국가보다 더욱 잘 사는 국가가 되었다고 주장한다. 이에 대해 윌리엄 이스터리는 그의 의견에 반박하며 제프리가 하이에크를 잘못 인용하였다고 주장하면서 고연령층과 장애인에 대한 복지는 하이에크도 반대하지 않았다고 말하였다. 